# Moteur à allumage commandé
Pour un article plus général, voir Moteur à combustion et explosion.

Combustion dans un cylindre à soupapes latérales.

Un moteur à allumage commandé, plus communément appelé moteur à essence en raison du type de carburant le plus fréquemment utilisé, est une famille de moteurs à explosion, pouvant être à mouvement alternatif (à deux ou quatre temps) ou plus rarement à mouvement rotatif (comme le moteur Wankel).
Contrairement au moteur Diesel, le mélange combustible d'un moteur à allumage commandé n'est pas censé s'enflammer spontanément lors du fonctionnement, mais sous l'action d'une étincelle provoquée par la bougie d'allumage. Il est donc équipé d'un système complet d'allumage, composé d'une bougie, qui provoque l'arc électrique enflammant les gaz dans la chambre de combustion, d'une bobine dite d'allumage servant à produire les hautes tensions nécessaires à la création de l'étincelle, et d'un système de commande de l'allumage (rupteur ou système électronique).
L'ingénieur belge Étienne Lenoir fabrique en 1860 le premier moteur à allumage commandé. C'est un moteur à deux temps, de rendement très médiocre, mais qu'il fabriquera à quelque quatre cents exemplaires, ce qui fera de lui le premier industriel de cette technique. Le physicien Beau de Rochas décrit en 1862 le fonctionnement des moteurs à quatre temps, mais il faut attendre 1872 pour que l'Allemand Nikolaus Otto en fabrique un, commençant ainsi une longue série d'innovations.

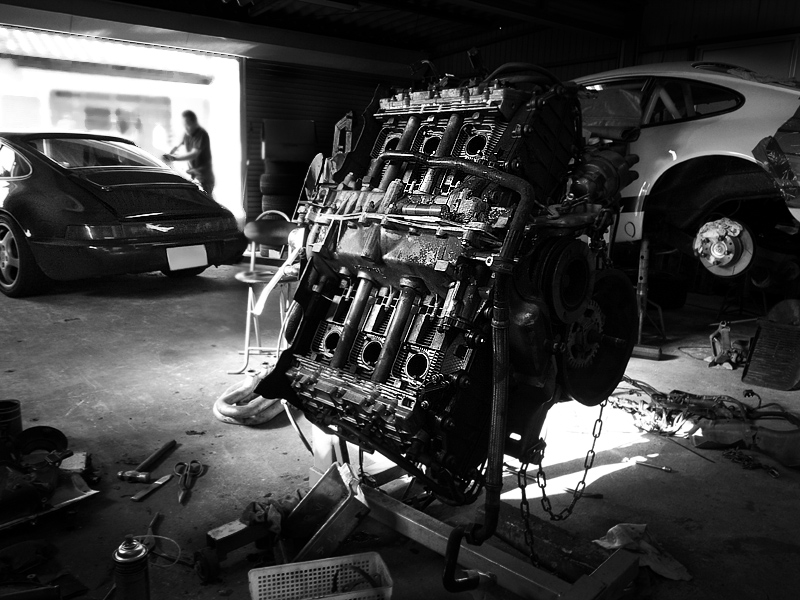
Les moteurs à allumage commandé équipent de très nombreux véhicules terrestres, notamment des automobiles et des motocyclettes.

## Histoire

### Naissance

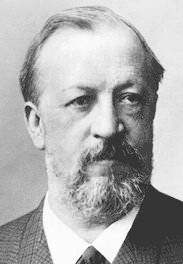
Portrait de Nikolaus Otto.

C'est en 1860, approximativement à la même période en France et en Allemagne, que naît le « moteur dit à explosion ». Le 24 janvier, Étienne Lenoir dépose le brevet d'un « système de moteur à air deux temps dilaté par la combustion des gaz enflammés par l'électricité ». En raison de l'absence de compression des gaz préalablement à l'allumage, le moteur Lenoir souffre d'un rendement médiocre.
Il faut attendre le 16 janvier 1862 pour que le physicien Alphonse Beau de Rochas théorise le cycle thermodynamique d'un moteur à allumage commandé à quatre temps. C'est sur ce principe que fonctionne l'ensemble des moteurs à essence actuels. Néanmoins, Beau de Rochas est un théoricien et non un praticien, si bien que le premier moteur à allumage commandé, exploitant ce cycle thermodynamique, est mis au point par Nikolaus Otto en 1864.
Dans les débuts du moteur à combustion interne à allumage commandé, seule la variation de l'avance à allumage permettait de moduler la puissance du moteur. Bien qu'assez efficace, ce procédé est limité par le phénomène de cliquetis et a l'inconvénient majeur d'une consommation élevée de carburant, quelle que soit la puissance demandée au moteur. Ce système de régulation a été avantageusement remplacé par un réglage du débit du mélange air/carburant, tout en conservant l'avance à l'allumage variable, au début toujours commandée par le conducteur, puis automatiquement asservie à certains paramètres de fonctionnement du moteur.
Une fois conçus, les moteurs à allumage commandé ont très rapidement été utilisés et installés sur des automobiles par les constructeurs naissants (Daimler, Benz, Peugeot, Renault, Panhard & Levassor, etc.) ainsi que sur des motos (Harley-Davidson, Indian, Triumph, etc.).

### Naissance de différentes architectures

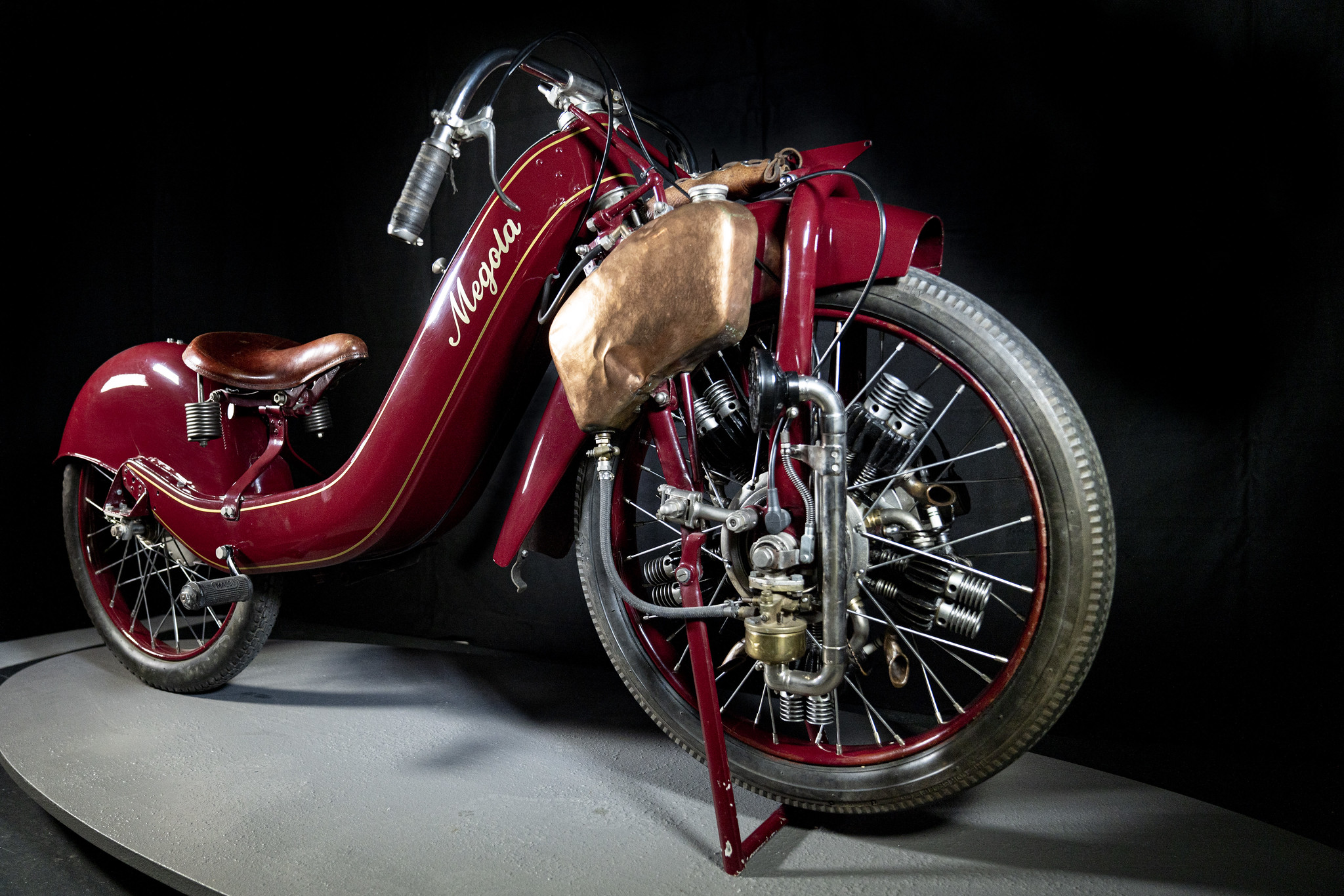
Moto Megola avec moteur rotatif sur la roue avant (début des années 1920).

Développant un temps moteur par tour, les moteurs deux temps ont, en théorie, un avantage sur les quatre temps (un temps moteur tous les deux tours). Néanmoins, leur développement stagne jusqu'au début du XXe siècle tandis que les performances des moteurs quatre temps ne cessent de s'accroître. Les applications du moteur deux temps se multiplient alors sur les motocyclettes, ainsi que sur les hors-bord et sur le matériel destiné à l'agriculture, en raison de leur légèreté et de la possibilité de fonctionner dans n'importe quelle position. Les automobiles quant à elles sont généralement mues par des quatre cylindres en ligne à quatre temps.

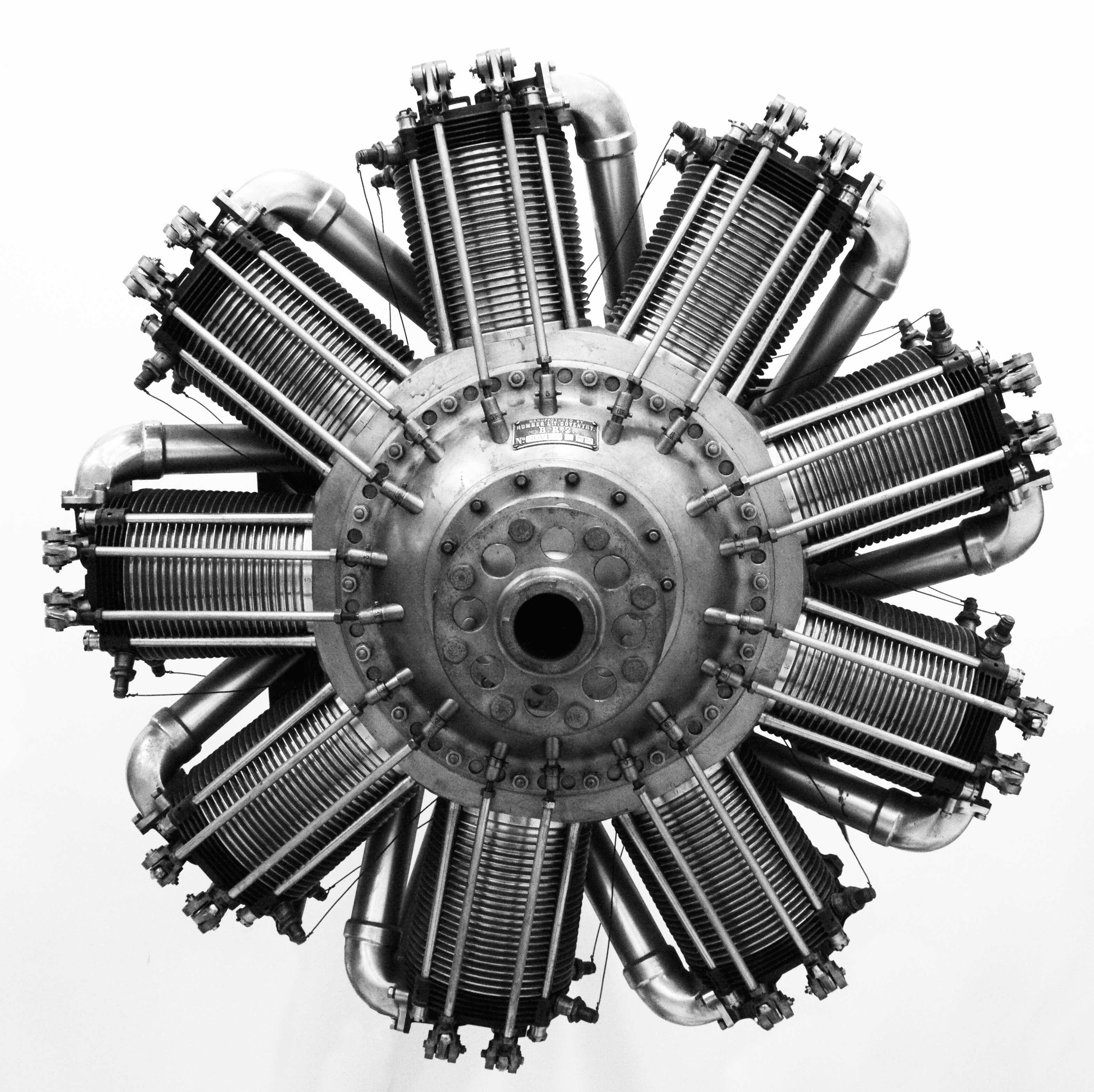
Photographie d'un moteur rotatif en étoile équipant les avions de la Première Guerre mondiale.

Durant près d'un siècle, l'architecture des moteurs va considérablement évoluer. Les quatre cylindres « en V » font leur apparition dans les années 1900 en course automobile, sur des modèles Mors et Ader. Par la suite, le nombre de cylindres ne cessera d'augmenter, de même que se multiplieront les cylindrées et les architectures alternatives. En 1896, Carl Benz met au point le « Kontra », premier moteur de type boxer. Il s'agit d'un moteur à deux cylindres opposés qui connaitra une large diffusion. Par la suite, les moteurs boxer trouvent de multiples applications dans le domaine automobile et seront notamment popularisés par la Volkswagen Coccinelle ou encore par les motos BMW. En effet, en raison de leur architecture à cylindres opposés, ces moteurs offrent, mieux que les moteurs en ligne ou en V, la possibilité d'abaisser fortement le centre de gravité et d'améliorer ainsi le comportement dynamique du véhicule. Une autre disposition, bien adaptée à l'aviation et à un grand nombre de cylindres, est le moteur en étoile. 
Dans les années 1890 apparaît pour la première fois, sur des quadricycles et des motocyclettes, un moteur rotatif, dont le vilebrequin est fixe et le bloc-cylindres mobile. Gnome et Rhône, un des plus célèbres constructeurs, équipera les premiers avions de cette technique avant d'en fabriquer en très grande série pour les avions de combat de la Première Guerre mondiale. Des moteurs rotatifs équiperont également quelques motos, placés dans une des roues, sans grand succès.

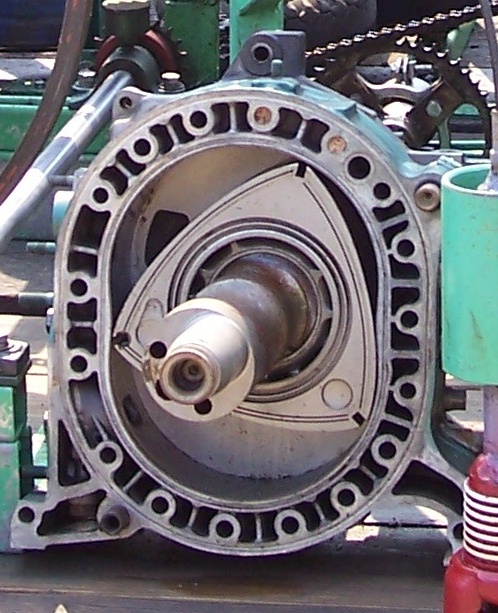
Moteur Wankel de Mazda RX-7.

Ces moteurs fonctionnent sur le principe du mouvement alternatif des pistons et ce n'est que bien plus tard qu'un moteur à piston rotatif est inventé. Cette dernière innovation est le fruit des réflexions de Felix Wankel qui en dessine le principe en 1927. Le 20 décembre 1951, Wankel et NSU signent un contrat d'association qui a pour objet le moteur à piston rotatif, dénommé moteur Wankel. En 2016, seul le constructeur Mazda produit en série des véhicules équipés d'un tel moteur, mais ce type de moteur a parfois été utilisé sur des motos, comme la Suzuki RE-5 ou la Hercules W-2000 au milieu des années 1970.

### Évolution des techniques

Graphique de performances (puissance, couple, consommation) d'une Daewoo Matiz de 796 cm3.

Le principe d'allumage par une bougie étant fixé, deux aspects concentreront des évolutions spécifiques aux moteurs à allumage commandé : l'allumage, et la façon d'amener le carburant et le comburant (oxygène) jusqu'à la chambre.

#### Allumage
L'évolution de l'allumage est liée à celle de l'électricité et de l'électronique. Après l'invention du Delco, industrialisée en 1908, les seules évolutions notables sont le remplacement du rupteur par un transistor vers 1970, et le passage à l'allumage électronique, vers 1980.

#### Alimentation carburant
Du côté de l'alimentation en carburant, le système qui fut majoritaire pendant plus d'un siècle est le carburateur. Inventé vers 1885, mais à la paternité peu claire, il fut en situation de quasi-monopole jusque vers 1990. Cet organe réalise le mélange comburant/carburant et après introduction de ce mélange homogène dans la chambre de combustion, son inflammation est initiée par une étincelle commandée. La combustion se traduit par la propagation d'un front de flamme qui balaye toute la chambre.
Le carburateur est désormais supplanté par l'injection indirecte, qui se répand à partir de 1960, car c'est une des rares techniques permettant de respecter les normes d'émissions polluantes de plus en plus strictes. Ces deux techniques préparent le mélange comburant-carburant en amont de la chambre avant son admission. Les moteurs à essence à injection indirecte fonctionnent en grande majorité à la stœchiométrie de la même manière que les carburateurs. 
Avec la technique d'injection directe d'essence, qui fut utilisée en aviation pendant la Seconde Guerre mondiale et dès 1952 sur des automobiles à moteur à deux temps, le carburant est injecté seul dans la chambre de combustion, à proximité de la bougie, avant la fin de compression de l'air précédemment admis. Il n’y a plus de pré-mélange air-carburant, il s’agit alors d’un mélange dit stratifié ou hétérogène. La combustion est toujours initiée par une étincelle commandée. Cela présente des avantages en termes de rendement. Grâce aux progrès de l'électronique de contrôle et des systèmes d'injection, associés à l'allumage commandé, cette technique est de plus en plus utilisée et est développée depuis les années 2000 par les différents concepteurs de moteurs,,,. 
Les moteurs Diesel fonctionnent avec un excès d'air. Le gazole est injecté sous pression dans une masse d'air préalablement comprimée. La combustion s'initie par auto-inflammation (allumage par compression). La combustion est dite stratifiée ou hétérogène car elle a lieu dans un milieu constitué à la fois de zones très riches en carburant (situées notamment près du nez d'injecteur) et de zones très pauvres (près de la paroi du cylindre).

#### Soupapes
Les premiers moteurs à allumage commandé et à quatre temps utilisaient des soupapes latérales, en opposition ou accolées, dont celle d'admission n'était généralement commandée que par la dépression créée par le mouvement du piston. Cette technique utilise un ou deux arbres à cames et permet une grande proximité, donc un petit nombre de pièces en mouvement, entre le vilebrequin et les soupapes, elle connut son heure de gloire entre 1910 et 1940.
Pour la compétition, et par la suite en grande série, afin de rapprocher l'arrivée du mélange et le point d'étincelle, les soupapes migrent dans la culasse, en tête de cylindre — technique OHV, pour « Overhead Valves ». Leur commande utilise des tiges et des culbuteurs conservant un unique arbre à cames proche du vilebrequin. 
Enfin, et c'est la méthode la plus commune présente sur les véhicules sportifs, l'arbre à cames est rapproché des queues de soupapes, et passe lui aussi dans la culasse, en tête de cylindre. Cette technique de l'ACT (arbre à cames en tête, ou OHC, pour « Overhead Camshaft »), grâce aux progrès de la distribution et des ressorts, permet de mieux maîtriser le problème qu'est l'affolement des soupapes à haut régime. L'Isotta Fraschini Tipo KM (it), construite en Italie de 1910 à 1914, a été l'une des premières voitures de série à utiliser un moteur 1ACT.
Le centrage de la bougie étant crucial pour optimiser la combustion, les systèmes, comme le double arbre à cames en tête (DOHC), qui laissent cet espace central libre, sont depuis 1990 très répandus. L'Alfa Romeo 1900 utilise dès 1950 un moteur à double arbre à cames en tête de 1 884 cm3 pour 90 ch.
La multiplication du nombre des soupapes est due elle aussi aux impératifs de rendement. De deux soupapes par cylindre on est souvent passé à quatre, voire 5, 6 ou 8, afin d'améliorer le remplissage (admission) et le dégazage (échappement) de la chambre de combustion.

### Nouvelles politiques anti-pollution

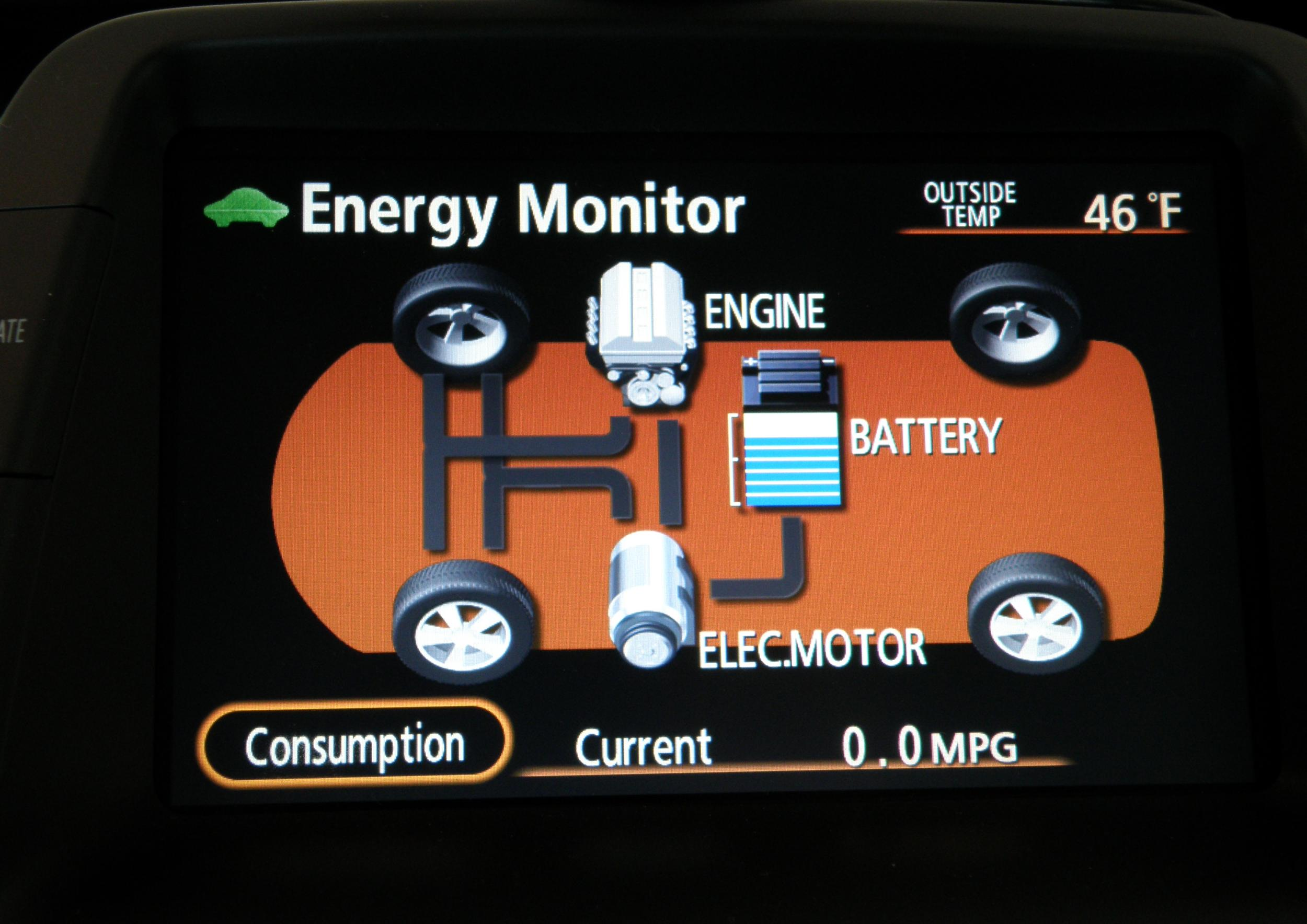
Illustration de la technologie hybride HSD sur une Toyota Prius.

Au début du XXIe siècle, en raison de la raréfaction des ressources en pétrole et des politiques anti-pollution particulièrement sévères sur les émissions de CO2, la nouvelle tendance pratiquée par les constructeurs automobiles en matière de motorisation est le downsizing. Après avoir été lancée par des constructeurs généralistes, en particulier avec les moteurs TSI de Volkswagen, recourant simultanément à un compresseur, un turbocompresseur et à l'injection directe, cette tendance s'étend aux modèles sportifs, par exemple pour l'Audi S4, qui abandonne le moteur V8 au profit d'un V6 compressé. Il s'agit de réduire la cylindrée des moteurs, tout en obtenant la même puissance qu'un moteur de plus forte cylindrée au moyen d'une suralimentation. En associant le downsizing à une injection directe, la consommation de carburant est considérablement réduite et les émissions de CO2 sont ramenées à un niveau similaire aux moteurs Diesel équivalents. L'inconvénient du système résulte de l'utilisation même d'un compresseur ; en effet, afin d'éviter le phénomène de cliquetis, le rendement à très hauts régimes est dégradé.
Depuis peu, l'hybridation des automobiles, c'est-à-dire l'association d'un moteur thermique et d'un moteur électrique dans la majorité des cas, se généralise. L'énergie reste issue de la combustion du carburant mais la transmission de la puissance par un système électrique couplé à des batteries permet de récupérer l'énergie cinétique du véhicule lors du freinage, ou une partie de son énergie potentielle dans les descentes. Le gain en consommation d'essence par rapport à une automobile de même puissance, est de l'ordre de 30 %. Les sources de ce gain sont :
- la récupération d'une partie de l'énergie cinétique qui est gaspillée sur une automobile classique lors du freinage ;

- la suppression d'autres sources de gaspillage d'énergie (embrayage lors des manœuvres) ;

- la possibilité de faire tourner le moteur thermique majoritairement dans sa plage de meilleur rendement, quelle que soit la puissance demandée aux roues.

La réalisation pratique de tels véhicules conduit en revanche à introduire d'autres sources d'utilisations non optimales de l'énergie :
- nécessité de stockage-déstockage de l'énergie dans des batteries, donc avec un rendement de 90 % au mieux, y compris dans certaines phases où il serait possible de la transmettre directement aux roues ;

- nécessité de transmission de l'énergie du moteur thermique, en partie directement aux roues et en partie via un générateur puis un moteur électrique, donc avec une perte de rendement.

Les sources de gain compensent cependant largement les sources de pertes, qui peuvent par ailleurs être encore l'objet d'optimisation.
Les moteurs à allumage commandé étaient, jusqu'en 2011 (commercialisation des Peugeot HYbrid4), les seules motorisations capables de supporter l'hybridation. Les moteurs thermiques et électriques peuvent fonctionner en concert ou indépendamment l'un de l'autre, ce qui implique des arrêts et démarrages fréquents du moteur thermique, ce à quoi le moteur Diesel est moins bien adapté.
Par ailleurs, le choix de certains fabricants de véhicules hybrides est de réaliser un moteur thermique à pseudo-cycle d'Atkinson. En jouant sur un décalage de l'ouverture des soupapes, commandées électriquement, il est possible d'obtenir artificiellement un taux de détente de l'ordre de 1:13, tout en gardant un taux de compression compatible avec le carburant utilisé sans provoquer d'auto-allumage (le taux de compression par construction du moteur est de 1:13 mais la soupape d'admission reste ouverte en début de compression, de façon à limiter la compression de l'air admis à 1:8). L'allongement de la détente permet de récupérer plus d'énergie que sur un moteur à essence classique. L'avantage comparatif du Diesel est donc relativement moindre.

### Innovations futures
L'une des évolutions majeures des moteurs à allumage commandé réside dans l'utilisation d'un taux de compression variable. La société MCE-5 est à l'origine de cette technologie, qui équipe ses moteurs VCR MCE-5. Le principe du système est d'augmenter la pression pour accroître le rendement. Néanmoins, en raison du cliquetis, la pression est nécessairement limitée et calculée à pleine charge dans les hauts régimes, pour ne pas atteindre le « point de cliquetis ». Ceci implique donc un faible rendement à bas régime. Le MCE-5 résout ce problème en réduisant le volume de la chambre de combustion à bas régime. Ce volume varie continûment en fonction du régime moteur.
« Le MCE-5 est un agencement hybride entre un mécanisme bielle-manivelle et des engrenages à longue durée de vie ». Hormis le principe même de variation de volume de la chambre de combustion, l'idée fondamentale du système réside justement dans cet agencement qui permet de réaliser un piston à la cinématique parfaitement verticale, débarrassée des contraintes radiales, principale source de frottements,.
Autre option technique permettant une réduction des émissions polluantes, les moteurs à cylindrée modulable – dont le nombre de cylindres en fonctionnement varie selon la charge – sont actuellement peu utilisés mais pourraient se généraliser dans le futur.

### Marché mondial
Le moteur à allumage commandé représente actuellement entre le tiers et la moitié du marché mondial. En 2007, la part des voitures à essence en Europe de l'Ouest était de 46,7 % en moyenne. Néanmoins, selon de récentes études, la proportion de l'essence aurait tendance à s'accroître en raison de l'hybridation électrique-essence, des motorisations essences plus performantes, d'une désaffection croissante des moteurs Diesel polluants, etc. Dans les transports maritimes, la part des moteurs essence est de l'ordre de 20 % contre près de 50 % pour les moteurs Diesel léger.

## Combustion

### Généralités

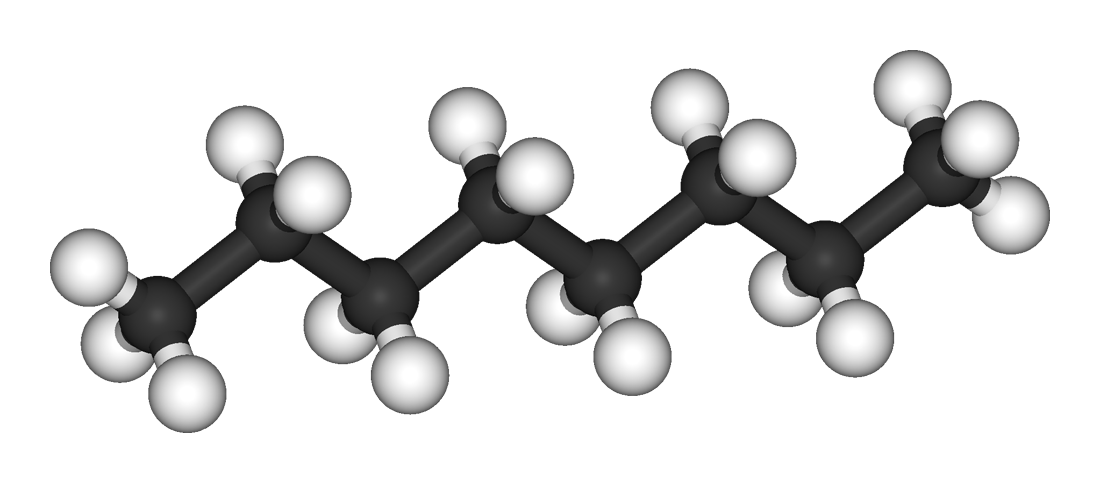
Molécule d'octane modélisant l'essence.

La combustion du mélange air-carburant dans un moteur à combustion interne est une transformation chimique, une oxydation exothermique vive du carburant et du dioxygène (20,95 % de O2 dans l'air). L'octane est généralement utilisé comme molécule permettant de décrire une combustion de ce type. L'équation générale en tout point de l'espace de la combustion est alors fournie par la formule suivante :
{\displaystyle {\ce {2 C8H18 + 25 O2 -> 16 CO2 + 18 H2O}}}
Pour être plus précis dans l'estimation de la réaction réelle, on prend les nombres molaires réels de l'analyse chimique du carburant. Le rapport théorique massique idéal air/octane pour le moteur à combustion interne est de 14,7:1, soit 14,7 g d'air pour 1 g de carburant. On parle alors de mélange stoœchiométrique. 

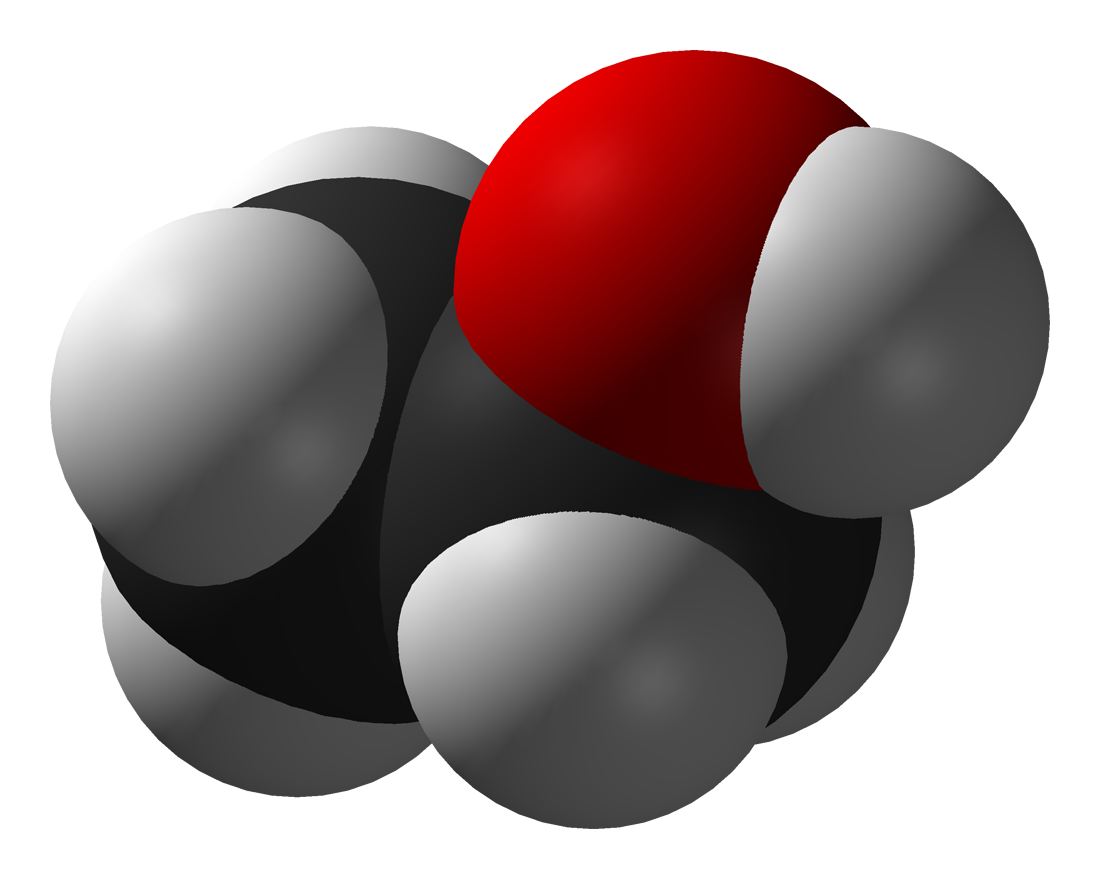
Molécule d'éthanol.

Spécificité de l'éthanol : Le rapport stœchiométrique est différent : 1/9.8, il est donc nécessaire d'injecter 1,5 fois plus de carburant par rapport à l'octane.
{\displaystyle {\ce {C2H6O + 3 O2 -> 2 CO2 + 3 H2O}}}
Il est important de préciser que cette équation suppose que le fluide est homogène en tout point de l'espace, ce qui n'est pas le cas dans la pratique. Il est difficile de modéliser intégralement la réaction de combustion qui se déroule dans la chambre, puisqu'il s'agit d'une combustion anarchique qui dépend du temps, de la température et de la turbulence du phénomène. Une analyse informatique découpant le problème en périodes d'une microseconde est néanmoins capable de tenir compte de la température et du temps, mais ne peut rendre compte du phénomène de turbulence car le fluide s'en trouve modifié en tout point de l'espace.

### Auto-inflammation

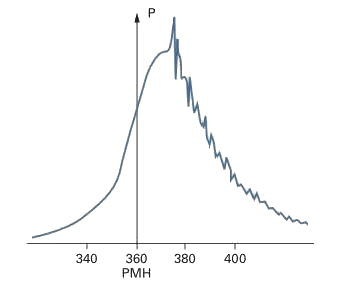
Le phénomène de cliquetis engendre une augmentation rapide et anormale de la pression.

Comme le point d'auto-inflammation de l'essence – c'est-à-dire la température à laquelle l'essence s'enflamme spontanément sans l'apport d'une étincelle – est supérieur à la température de vaporisation et qu'il s'agit d'un liquide volatil, l'essence peut être aisément injectée à l'air pour former un « mélange pratiquement homogène, constant en qualité et en quantité pour un régime donné ». Pour réaliser la combustion, le mélange doit atteindre sa température d'inflammation, proche de 380 °C. Les pressions dans le mélange atteignent des niveaux supérieurs à 30 bars.
Un délai d'auto-inflammation, c'est-à-dire la durée durant laquelle les conditions de combustion sont optimales avant d'atteindre l'auto-inflammation, est généralement prédéfini. Il est important que le point mort haut ou PMH soit atteint durant ce délai, engendrant dans le cas contraire un phénomène de cliquetis. Une étude sur une machine à compression rapide permet d'obtenir le délai {\displaystyle \tau } en fonction de la pression {\displaystyle \mathrm {P} }, de la température {\displaystyle \mathrm {T} }, et de constantes {\displaystyle \mathrm {A} }, {\displaystyle \mathrm {n} } et {\displaystyle \mathrm {B} } dépendant de la composition de l'essence.
{\displaystyle \tau =\mathrm {A} \mathrm {P} ^{-n}\exp \left({\frac {\mathrm {B} }{\mathrm {T} }}\right)}
Lors d'un phénomène de cliquetis, le mélange comprimé et chauffé par rayonnement peut s'enflammer sans avoir été atteint par le front de flamme, provoquant une combustion beaucoup plus rapide qu'à la normale. Ce phénomène a pour conséquence des pics de pression dans la chambre, synonyme de bruit et de contraintes élevées dans le moteur. Le cliquetis est principalement dû à l'avance à l'allumage.

### Modélisation
Les choix technologiques utilisés pour la conception du moteur à allumage commandé, tels que l'injection directe et les charges stratifiées ou homogènes, influent de façon significative sur la loi de combustion du mélange. Certains modèles se basent sur des lois empiriques, permettant d'établir facilement des relations de combustion, mais ne sont pas très exploitables par la suite, tandis que d'autres modèles font appel à des connaissances physiques de combustion. L'objectif de la modélisation est de définir la fraction brûlée de carburant en fonction de paramètres physiques (expérimentaux ou théoriques). Certains logiciels informatiques, tel que « Thermoptim », permettent de réaliser une modélisation assez réaliste.

#### Loi de dégagement d'énergie

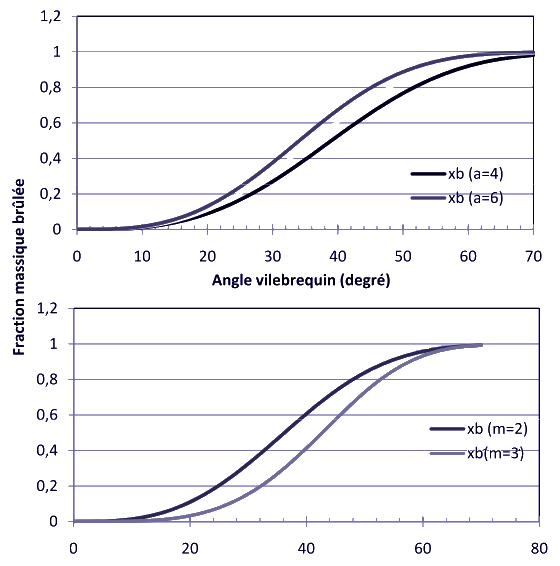
Influence des paramètres et sur la fraction brûlée en fonction de l'angle du vilebrequin.

L'une des premières modélisations de la combustion consiste à considérer les lois empiriques de dégagement de chaleur, en supposant le gaz homogène dans toute la chambre de combustion. Le premier principe de la thermodynamique établit que l'énergie interne d'un gaz est la somme du travail {\displaystyle W} et de la chaleur {\displaystyle Q} échangés. En considérant le temps, on peut donc aisément établir la relation suivante de dégagement d'énergie, où {\displaystyle C_{v}} est la capacité calorifique à volume constant, {\displaystyle P} la pression et {\displaystyle V} le volume de la chambre :
{\displaystyle m_{\text{total}}C_{v}{\frac {\mathrm {d} T}{\mathrm {d} t}}={\frac {\mathrm {d} Q_{comb}}{\mathrm {d} t}}+{\frac {\mathrm {d} Q_{parois}}{\mathrm {d} t}}-P{\frac {{\mathrm {d} }V}{{\mathrm {d} }t}}}
Une courbe de Wiebe – voir illustration ci-contre – permet de formaliser le taux de dégagement d'énergie par la fraction de carburant brûlée {\displaystyle x_{b}} en fonction de l'angle de rotation du vilebrequin {\displaystyle \theta }, de l'angle de début d'allumage {\displaystyle \theta _{all}}, de la durée de combustion {\displaystyle \Delta {\theta _{comb}}}, ainsi que de paramètres {\displaystyle a_{v}} et {\displaystyle m_{v}} sur lesquels il est possible de jouer suivant les lois de combustion,.
{\displaystyle x_{b}=1-\exp \left[-a_{v}\left({\frac {\theta -\theta _{all}}{\Delta {\theta _{comb}}}}\right)^{m_{v}+1}\right]}
La valeur {\displaystyle a_{v}} désigne le pourcentage de masse de carburant brûlée par rapport à la masse introduite. Lorsque 99,9 % du carburant introduit est brûlé, {\displaystyle a_{v}=6,908}. Plus la valeur de {\displaystyle a_{v}} est importante, plus la combustion est rapide et le pic de combustion important. La valeur de {\displaystyle m_{v}} influence quant à elle le dégagement de chaleur. En effet, lorsque {\displaystyle m_{v}} augmente, le pic de combustion est décalé et la combustion tardive. La loi de dégagement d'énergie est définie par deux indices : le {\displaystyle CA50}, angle du vilebrequin où 50 % de la masse est brûlée, et le {\displaystyle HLC}, hauteur de la loi de combustion. Ces indices sont déduits des valeurs empiriques de {\displaystyle a_{v}} et {\displaystyle m_{v}}.

#### Front de flamme

##### Généralités

Illustration d'un écoulement laminaire (a) et d'un écoulement turbulent (b).

Une approche plus physique de la combustion consiste à prendre en compte la propagation d'un front de flamme sphérique dans la chambre de combustion lors de l'allumage, ainsi que les phénomènes de turbulence. Le front de flamme se propage dans la chambre de combustion avec une vitesse de propagation, dénommée « vitesse de flamme laminaire » {\displaystyle \mathrm {U} _{\mathrm {L} }} dans le cas d'un mélange homogène, perpendiculaire au front de flamme. Cette vitesse dépend des propriétés du carburant ainsi que des phénomènes de diffusion de la chaleur. Une épaisseur de flamme {\displaystyle \delta }, qui dépend de temps de combustion {\displaystyle \tau _{comb}} et du coefficient de diffusion thermique {\displaystyle \mathrm {d} _{th}}, est généralement définie :
{\displaystyle \delta \approx {\sqrt {\mathrm {d} _{th}\tau _{comb}}}\approx \mathrm {U} _{\mathrm {L} }\tau _{comb}}
Dans le cas d'un écoulement turbulent, i.e. non laminaire, la vitesse {\displaystyle \mathrm {U} _{\mathrm {T} }} fluctue selon le champ turbulent, défini par le nombre de Reynolds {\displaystyle \mathrm {Re} } (a fortiori de la viscosité {\displaystyle \nu }) et la longueur de la turbulence {\displaystyle \mathrm {l} } :
{\displaystyle \mathrm {U} _{\mathrm {T} }={\frac {Re\times \nu }{l}}}
La combustion des gaz frais lors de la propagation du front de flamme est alors donnée par la formule suivante, définissant la masse de gaz brûlée en fonction de la surface du front {\displaystyle A}, de la masse volumique des gaz frais {\displaystyle \rho } et d'une masse imbrûlée de gaz {\displaystyle \chi } entraînée par la flamme, :
{\displaystyle -{\frac {{\mathrm {d} }m_{b}}{{\mathrm {d} }t}}=\rho A\mathrm {U} _{\mathrm {T} }+{\frac {\chi }{\tau _{comb}}}}

##### Modèle de McCuiston et Lavoie
Le modèle de propagation du front de flamme développé par McCuiston et Lavoie considère que la propagation du front dans la chambre est définie par deux temps caractéristiques : un temps lié à la combustion et un temps lié à l'entraînement des gaz frais dans la zone de combustion. Lorsque l'étincelle surgit de la bougie d'allumage, elle enflamme le mélange. Dès lors, une masse {\displaystyle m_{e}} de gaz frais est entraînée dans la zone de combustion selon une vitesse {\displaystyle u_{e}}, et est enflammée. Le présent modèle pose l'hypothèse que la distribution des fractions brûlées des masses entraînées est exponentielle :
{\displaystyle m_{e}=\int _{0}^{t}\rho A_{f}u_{e}\,\mathrm {d} t'\rightarrow m_{b}=\int _{0}^{t}1-e^{-(t-t')/\tau _{comb}}\rho A_{f}u_{e}\,\mathrm {d} t'}
avec {\displaystyle A_{f}}, la surface du front de flamme et {\displaystyle \rho }, masse volumique des gaz frais.

### Contrôle des gaz d'échappement

#### Polluants émis

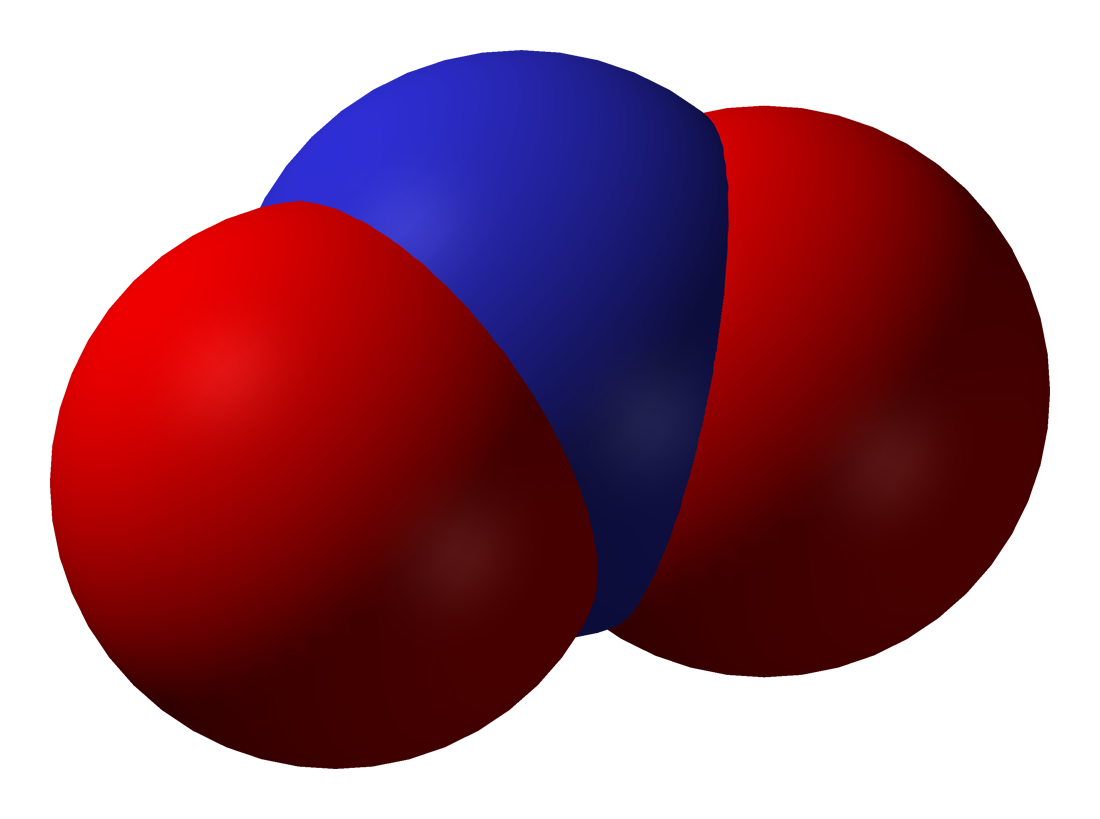
Le dioxyde d'azote est particulièrement nocif pour la santé.

Lorsque la réaction du mélange air-essence est totale, les produits de combustion sont uniquement de l'eau et du dioxyde de carbone (CO2). En pratique la combustion n'étant jamais complète, de nombreux hydrocarbures sont émis : des hydrocarbures partiellement brûlés tels que les aldéhydes, les cétones, les acides carboxyliques, le monoxyde de carbone (CO), mais également des produits de craquage thermique comme la suie, l'acétylène ou l'éthylène. Des polluants particulièrement nocifs pour la santé sont également émis, dont les plus connus sont les oxydes d'azote (NOx). À la suite d'une exposition au rayonnement solaire, des oxydants (peroxydes organiques, ozone, etc.) se forment après la sortie du pot d'échappement.
Même si les produits de la combustion de l'essence sont nombreux, l'eau, le dioxyde de carbone et l'azote sont largement majoritaires. Ces gaz ne sont pas dangereux – sauf l'azote lorsqu'il est oxydé en NOx – mais le CO2 est particulièrement gênant en raison de sa contribution au phénomène d'effet de serre.

#### Traitement des gaz d'échappement
Afin de diminuer les émissions de polluants, un pot catalytique est placé en sortie d'échappement du moteur. Comme son nom l'indique, il s'agit d'un catalyseur ayant pour but de traiter chimiquement les gaz d'échappement afin de les rendre moins nocifs. Deux types de catalyseurs existent et ont des rôles différents. Les catalyseurs d'oxydation, qui facilitent l'oxydation du monoxyde de carbone et des hydrocarbures, et nécessitent, de ce fait, un excès d'air pour fonctionner, ce qui induit un mélange pauvre ou implique l'insufflation d'air secondaire ; les catalyseurs de réduction facilitent, quant à eux, la réduction des oxydes d'azote par déficit d'air.
L'ajout en série de ces deux types de catalyseurs se nomme « catalyseur à double lit ». Il permet de traiter efficacement l'ensemble des polluants émis par le moteur à allumage commandé. Les catalyseurs à double lit présentent l'inconvénient d'être onéreux, en raison d'un fonctionnement en mélange riche et de l'ajout d'un dispositif d'insufflation d'air secondaire. Une solution à ce problème réside dans l'utilisation d'un catalyseur à trois voies, régulé en boucle fermée en fonction de la richesse du mélange.

## Allumage
Le système d'allumage permet d'obtenir l'étincelle, ordonnancée selon l'ordre d'allumage du moteur, qui provoque la combustion du mélange air-carburant.

### Allumage électromécanique

Schéma d'un système d'allumage électromécanique.

L'allumage électromécanique d'un moteur à allumage commandé fonctionne sur le principe d'un rupteur réalisant des coupures intermittentes de courant dans l'alimentation du primaire d'une bobine alimentant par son secondaire en haute tension à tour de rôle les bougies d'allumage via le distributeur Delco. L'ensemble rupteur-distributeur est appelé allumeur. Le rupteur et le distributeur sont entraînés par un rotor, lui-même lié à l'arbre à cames. 
Dans les années 1970, le rupteur a été associé à un transistor, puis remplacé par un capteur à effet Hall, augmentant la fiabilité et la qualité de l'allumage.
L'énergie électrique nécessaire est fournie par un générateur sous la forme d'une dynamo ou d'un alternateur, entraîné par le moteur, charge une batterie permettant de fournir de façon continue une tension de 12 volts. Le courant continu du primaire de la bobine d'allumage est commandé par le rupteur. Lors de son ouverture la bobine transforme cette interruption de courant au primaire en une impulsion haute tension au secondaire, allant de 6 000  à   25 000 V. Placé en parallèle sur le rupteur, un condensateur permet de réduire les arcs électriques destructeurs pour le rupteur, et offre une rupture franche, augmentant ainsi la tension dans le circuit secondaire alimentant la bougie d'allumage, équipée d'électrodes entre lesquelles l'étincelle jaillit.

### Allumage électronique

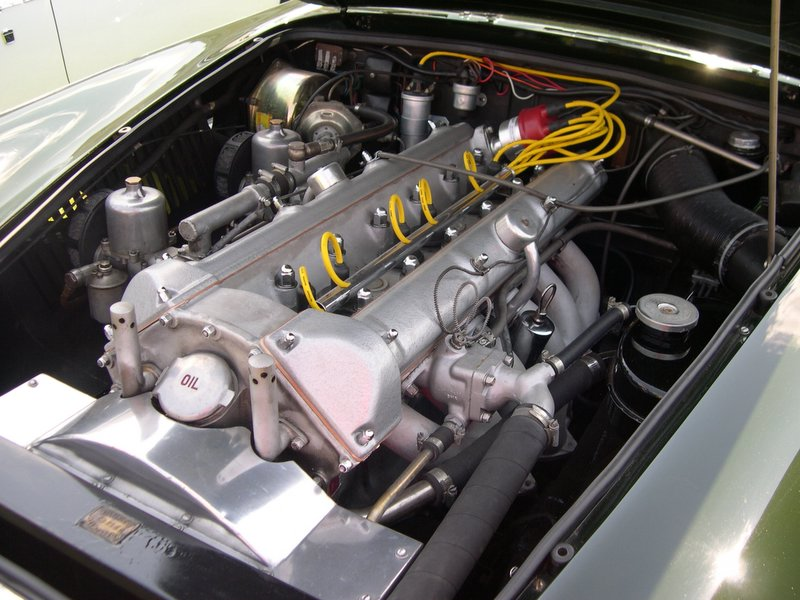
Le faisceau d'allumage, ici en jaune, relie l'allumeur aux bougies d'allumage.

L'allumage électronique est actuellement la solution technique la plus utilisée, car elle est plus performante. Un calculateur moteur dispose d'une bobine par bougie ou pour deux bougies ; l'allumage ne se fait que lorsque cela est nécessaire grâce à l'électronique. Un capteur placé en regard de dents sur le pourtour du volant moteur permet de déterminer le régime moteur ainsi que le point mort haut de chaque piston. La charge est, quant à elle, calculée en fonction de la pression régnant dans la tubulure d'admission, comparé à la pression atmosphérique (mesurée par un capteur piézo-résistif). Les données de régime et de charge sont traitées par le calculateur, qui définit la bobine à commander et l'angle d'allumage optimal grâce à une cartographie stockée dans sa mémoire.

### Distribution des étincelles

#### Distribution par distributeur

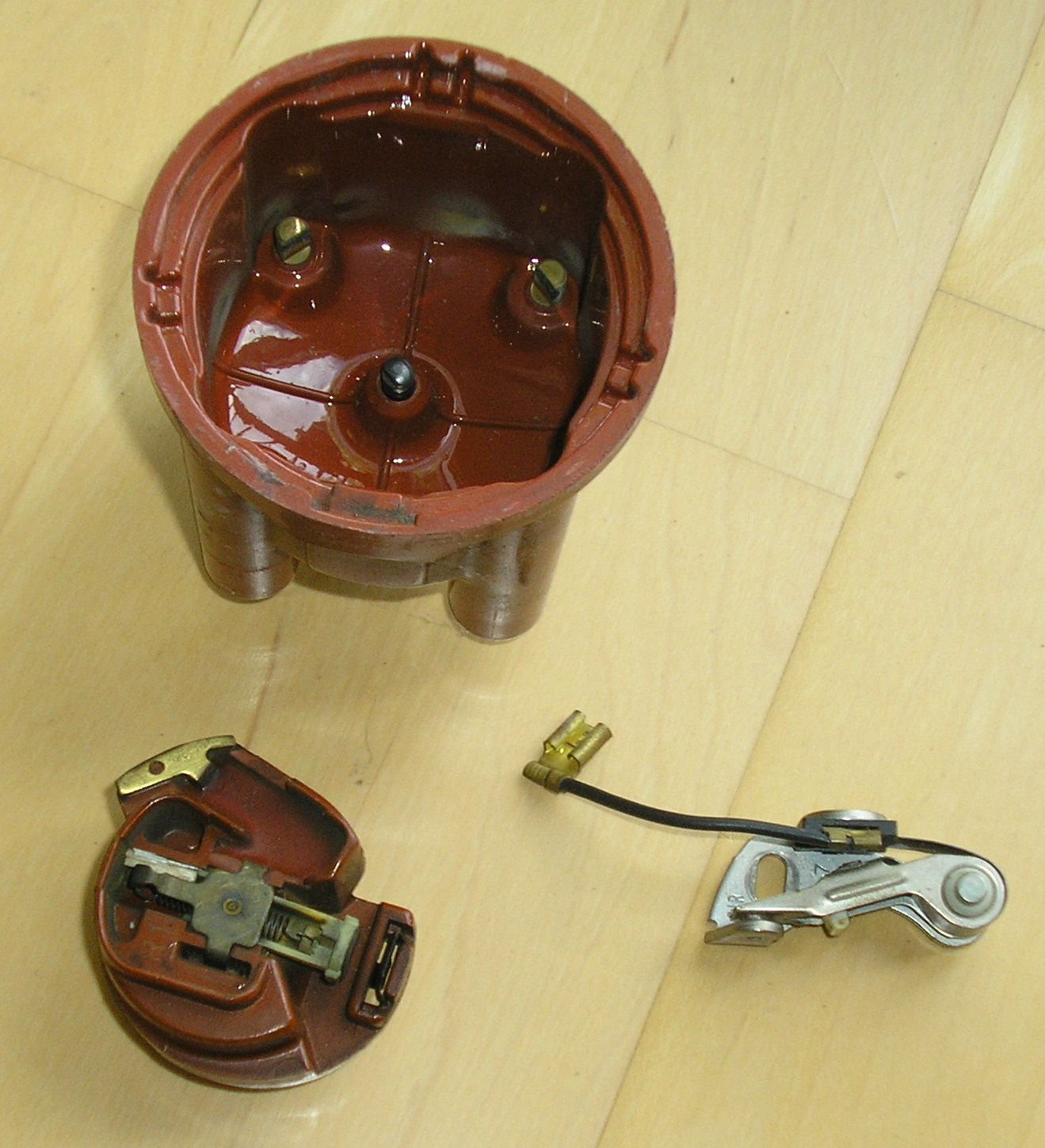
Distributeur d'allumage. En haut, la tête de Delco, à gauche, le distributeur, et à droite, le rupteur.

Sur les automobiles, il était habituel d'utiliser une seule bobine pour tous les cylindres et de distribuer la haute tension nécessaire pour générer les étincelles dans les bougies, au moyen d'un Delco. Ce « distributeur rotatif », dont chacun des plots correspond à une bougie, est inventé en 1899 par le Français Léon Lefebvre, mais il n'est industrialisé qu'en 1908 par les Américains Edward Deeds et Charles F. Kettering, qui fondent la Delco Company et commercialisent le distributeur  sous le nom de Delco.

#### Distribution à étincelle perdue

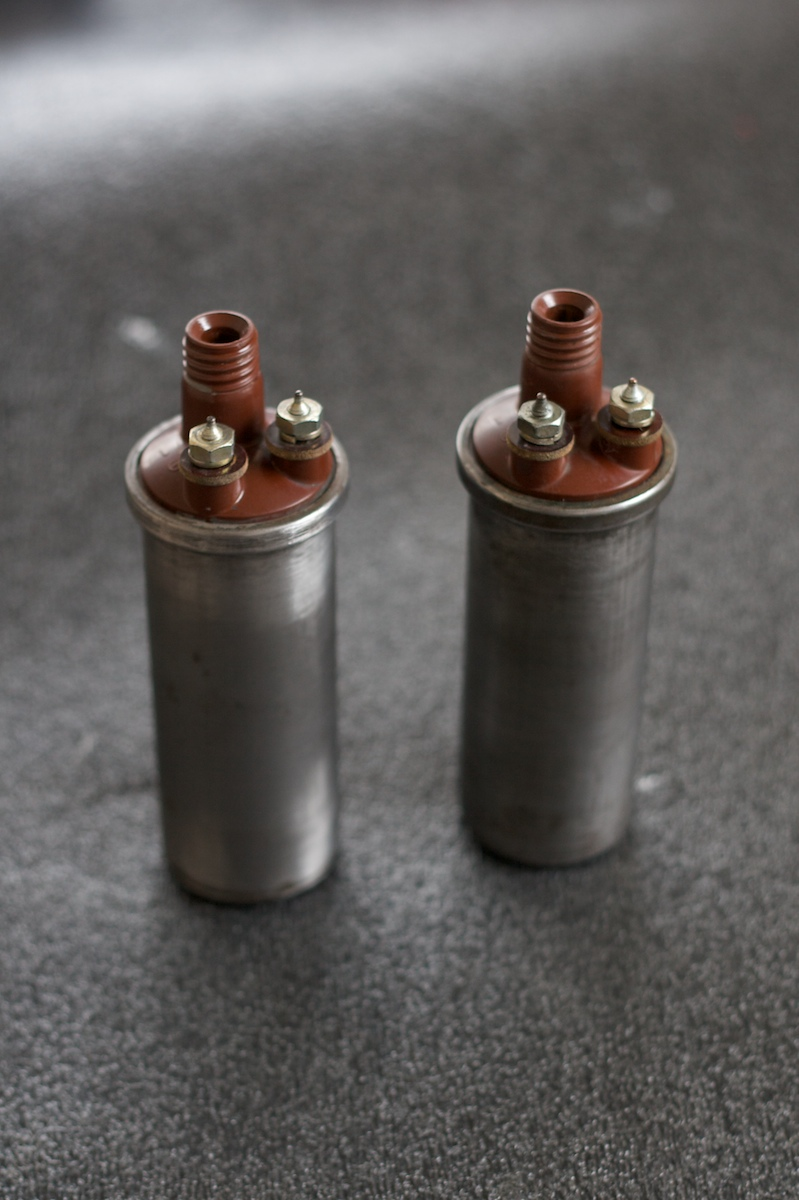
Bobines générant la haute tension nécessaire à la production d'étincelles par les bougies.

Sur les motocyclettes et désormais sur les automobiles, pour des raisons d'encombrement, le Delco est rarement utilisé. Un système à étincelle perdue est préféré, dans lequel une bobine est utilisée pour deux bougies. Les deux bougies sont montées en parallèle, et installées sur des cylindres dont les pistons sont décalés de 360°. Pour des cylindres décalés de toutes autres valeurs, une deuxième bobine est nécessaire.
À chaque fois que les pistons atteignent leur point mort haut, les deux bougies font une étincelle. Celle qui se produit dans le cylindre rempli de gaz frais enflamme le mélange, tandis que celle qui se produit dans le cylindre en fin d'échappement n'a aucun effet. De cette manière, un moteur à quatre cylindres peut n'être équipé que de deux bobines et deux rupteurs.

### Avance à l'allumage

#### Principe

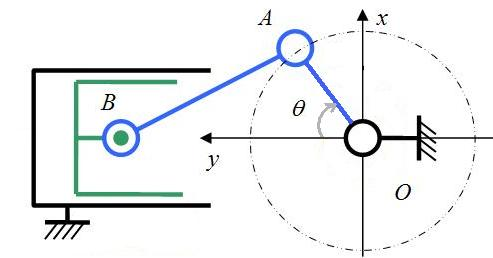
θ désigne l'avance à l'allumage.

Lors du déclenchement de l'étincelle par la bougie d'allumage, seule une petite fraction du carburant est immédiatement brûlée. La combustion, qui se propage ensuite en front de flamme par couches concentriques, grâce à la conductivité thermique du mélange, possède une vitesse de propagation et met un certain temps à parcourir la chambre de combustion. La vitesse de propagation dépend de l'enceinte de combustion et des caractéristiques physiques du mélange. Elle croit avec la température du carburant mais diminue lorsque la pression augmente,.
Il est ainsi important de déclencher l'étincelle avant que le piston n'atteigne le point mort haut (PMH) sous peine de passer le PMH avant la combustion complète du mélange, et de perdre une part importante du rendement. En revanche un allumage trop précoce risque de provoquer la rupture d'éléments mécaniques. L'avance à l'allumage est donc la différence entre le moment où l'étincelle est déclenchée et celui où le piston atteint son PMH. Cette avance peut être quantifiée en termes de temps, mais il est plus pertinent de mesurer l'angle que forme la bielle par rapport à l'axe du piston, angle facile à reporter sur la tranche du volant moteur afin de faciliter le contrôle et le réglage du point d'allumage. L'avance à l'allumage de base sur les automobiles est d'environ 10°.

#### Réglage

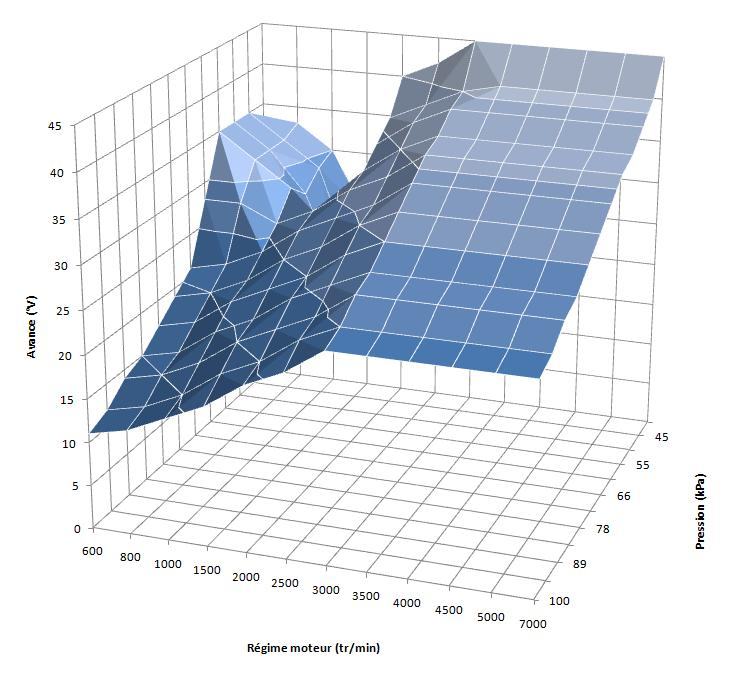
Cartographie de l'avance à l'allumage du moteur.

Les avances à l'allumage les plus favorables, dénommées généralement « avances optimales », sont celles pour lesquelles le couple et/ou le rendement sont les meilleurs. Plus le moteur tourne vite, plus il faut augmenter l'avance. Lorsque l'avance est trop faible, le moteur ne fonctionne pas correctement, l'accélération est « creuse » et faible ; on parle alors de « retard à l'allumage ». En cas de forte charge demandée au moteur, l'allumage doit être, à l'inverse, déclenché plus tard. C'est pourquoi il est fréquent d'ajouter un système à dépression pour modifier l'avance, avec ici {\displaystyle \theta } désignant l'avance à l'allumage et {\displaystyle n} le nombre de tours par minute.
Historiquement, la commande d'avance était manuelle (levier au guidon des motocyclettes Norton ou au tableau de bord des Bugatti, etc.). Par la suite, elle fut généralement assurée par le Delco incuant un mécanisme centrifuge et à depression. De nos jours, c'est un calculateur électronique qui gère l'allumage et donc l'avance, à l'aide d'un capteur de PMH et d'un dispositif indiquant la charge instantanée du moteur.
Afin de vérifier les valeurs de l'avance à l'allumage moteur tournant, une lampe stroboscopique est connectée, à l'aide d'une pince à induction, sur le câble haute tension de la bougie du cylindre numéro un ; la lampe émet alors un flash lumineux lors de la commande de la bougie numéro un. En dirigeant le faisceau lumineux du stroboscope sur la fenêtre du carter d'embrayage, on peut visualiser le repère de point mort haut du cylindre no 1 gravé sur le volant moteur en regard des graduations d'avance inscrites en bordure du carter.

#### Pollution
L'avance à l'allumage, en raison d'une combustion provoquée plus tôt dans le cycle thermodynamique, favorise les émissions d'oxyde d'azote (NO). Lorsque le piston atteint son PMH, une plus grande fraction de carburant est déjà brûlée lors de l'avance, augmentant le pic de pression ainsi que le temps de séjour des gaz brûlés à haute température dans la chambre, deux conditions propices à la formation de NO.

## Injection

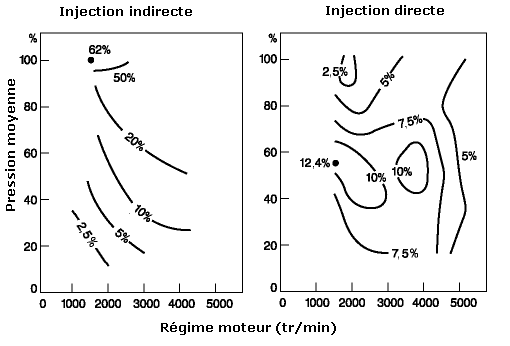
Cartographie de l'injection de carburant. Source : Robert Bosch, Mémento de technologie automobile.

L'injection de carburant dans les moteurs à combustion interne peut être réalisée de deux manières : par injection indirecte, dans laquelle le mélange air-essence est réalisé en amont de la soupape d'admission, ou par injection directe, où l'essence est pulvérisée sous haute pression directement dans la chambre de combustion. Associée à un papillon, l'injection directe permet de réaliser des charges stratifiées, qui ont pour but de créer un mélange riche autour du point d'allumage de la bougie, ce qui limite les pertes d'énergie en chaleur.
À partir des années 1960, l'injection directe remplace progressivement l'indirecte, car elle permet de mieux contrôler la quantité de carburant et de réaliser des combustions plus performantes, en raison d'une diffusion plus fine de l'essence. En effet, étant donné que la combustion est réalisée par une bougie d'allumage, l'injection directe permet d'obtenir un mélange plus homogène.
Seuls les gaz et les mélanges gazeux ont une « structure parfaitement homogène » si bien que l'essence doit être injectée sous forme de gouttelettes afin d'obtenir un mélange vaporisé. Lorsque les températures sont trop basses, notamment lors d'un démarrage à froid, le mélange est généralement enrichi en essence de telle sorte que le pourcentage de carburant « vaporisable » soit suffisant à l'allumage. On parle alors d'« enrichissement de démarrage à froid ».
L'injection directe, accouplée à d'autres systèmes mécaniques, permet par ailleurs de réaliser différentes combustions. L'injection de carburant sur une forme particulière de tête de pistons augmente, par exemple, le niveau de turbulence (injection swirl) dans la chambre de combustion et permet a fortiori d'améliorer l'homogénéité du mélange. L'injection directe, tout comme l'injection indirecte, peut permettre d'effectuer une charge stratifiée (injection tumble).

## Lubrification et refroidissement
Hormis lorsqu'ils sont destinés à une utilisation en hautes performances (par exemple en compétition automobile ou sur des modèles de prestige), les moteurs à allumage commandé ne sont pas exigeants en termes de lubrification. En règle générale, cette dernière est assurée par une pompe à engrenages interne, entrainée mécaniquement par le moteur, un filtre permettant de retirer les impuretés de l'huile, et une série de canalisations permettant d'amener l'huile aux endroits à lubrifier. La pompe aspire l'huile située dans le carter avant de la distribuer. Les cylindres sont quant à eux lubrifiés par projection, c'est-à-dire que l'huile est projetée dans l'espace moteur grâce aux rotations rapides du vilebrequin. Certains moteurs s'équipent d'échangeurs eau-huile permettant de limiter l'échauffement de l'huile.
Sur les moteurs à refroidissement liquide, le circuit de refroidissement, particulièrement nécessaire pour la culasse et le bloc-cylindres, est quant à lui assuré par la circulation d'un fluide absorbant de façon optimale la chaleur, généralement un mélange d'eau et d'éthylène glycol.
Sur les moteurs à refroidissement à air, les culasses et leur disposition doivent être optimisées pour assurer l'échange thermique entre la culasse et l'air.

## Suralimentation

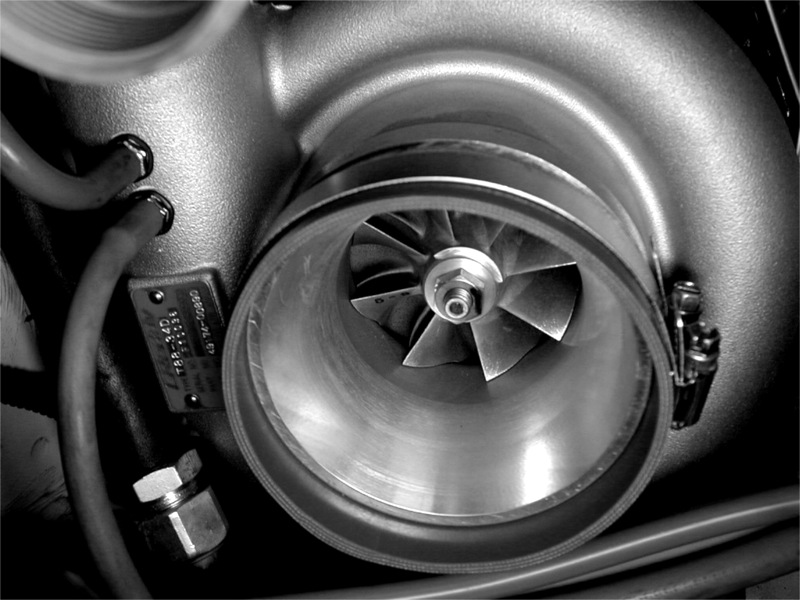
Entrée d'air du turbocompresseur.

Le but de la suralimentation dans un moteur à combustion interne est d'augmenter le remplissage du moteur afin d'en accroître la puissance sans augmenter sa cylindrée. En améliorant le remplissage, on augmente la puissance spécifique. Le taux de suralimentation désigne l'augmentation de densité de l'air admis dans la chambre de combustion par comparaison avec celle d'un moteur atmosphérique, c'est-à-dire non suralimenté. Puisque le taux de compression de tout moteur à allumage commandé est limité par le phénomène de cliquetis, ce taux est généralement inférieur à celui d'un moteur atmosphérique afin que l'augmentation de la compression due à la suralimentation n'engendre pas de cliquetis.
Prenons l'exemple d'un moteur théoriquement parfait, monocylindre, d'un litre de cylindrée. Ce moteur va aspirer et comprimer un litre de mélange air-essence dans sa culasse qui aura été calculée en volume de manière à tirer le meilleur parti du carburant sans atteindre le point critique de cliquetis. Imaginons ce même moteur gavé par un turbo ; il ne va plus aspirer et comprimer un litre, mais davantage. Grossissons le trait et imaginons que le turbo compresseur parvienne à faire entrer 2 litres de mélange air-essence dans le cylindre (taux de suralimentation de 2), les volumes de la culasse et celui du cylindre étant inchangés, le rapport volumétrique entre la cylindrée et le volume de la culasse du moteur reste le même mais la quantité de mélange air-essence comprimé ayant doublé le taux de compression a donc suivi : on aurait alors atteint et même largement dépassé les conditions d'apparition de cliquetis.
Un moteur turbo-compressé verra donc son taux de compression revu à la baisse de telle manière que lorsque le turbo gavera le moteur, la compression résultante n'atteigne jamais la valeur à laquelle les phénomènes de cliquetis apparaîtraient inexorablement. Notre moteur théorique de 1 000 cm3 va donc avec la suralimentation avoir des performances proches de celles d'un moteur qui ferait 2 litres de cylindrée, sans en avoir les inconvénients en matière de masses mobiles, de frottements internes, de poids et de dimension générales. Les accessoires (démarreur, batterie, etc.) seront également de puissances et de dimensions plus réduites, permettant un gain de poids substantiel sur l'ensemble du véhicule. Lancer un petit moteur à taux de compression modéré demande en effet beaucoup moins d'énergie que lancer un gros moteur ayant des taux de compression optimums.
Parmi les différentes techniques de suralimentions, deux grandes catégories sont généralement distinguées : les compresseurs, parfois dits volumétriques ou mécaniques, et les turbocompresseurs. Un turbocompresseur est, comme son nom l'indique, un compresseur entraîné par une turbine, qui utilise l'énergie cinétique des gaz d'échappement, ce qui permet de ne pas « consommer » de couple efficace, tandis qu'un compresseur volumétrique est entraîné mécaniquement par le vilebrequin. Les technologies utilisées pour l'étage de compression sont différentes, car les régimes de rotation obtenus diffèrent d'un ordre de grandeur. Les compresseurs volumétriques ont néanmoins l'avantage d'être efficaces dès les bas régimes, sans temps de réponse, mais leur régime reste proportionnel à celui du moteur, ce qui limite les possibilités d'optimisation. La compression d'un gaz s'accompagnant d'une élévation de sa température nuisible au rendement de la combustion, ces systèmes sont souvent associés à un échangeur air-air.
D'autres solutions, moins mécaniques, existent également comme la suralimentation naturelle — liée à la géométrique des tubulures d'admission —, la suralimentation par résonance obtenue grâce au phénomène de résonance de Helmholtz ou encore la suralimentation par systèmes d'admission à géométrie variable.

## Avantages et inconvénients

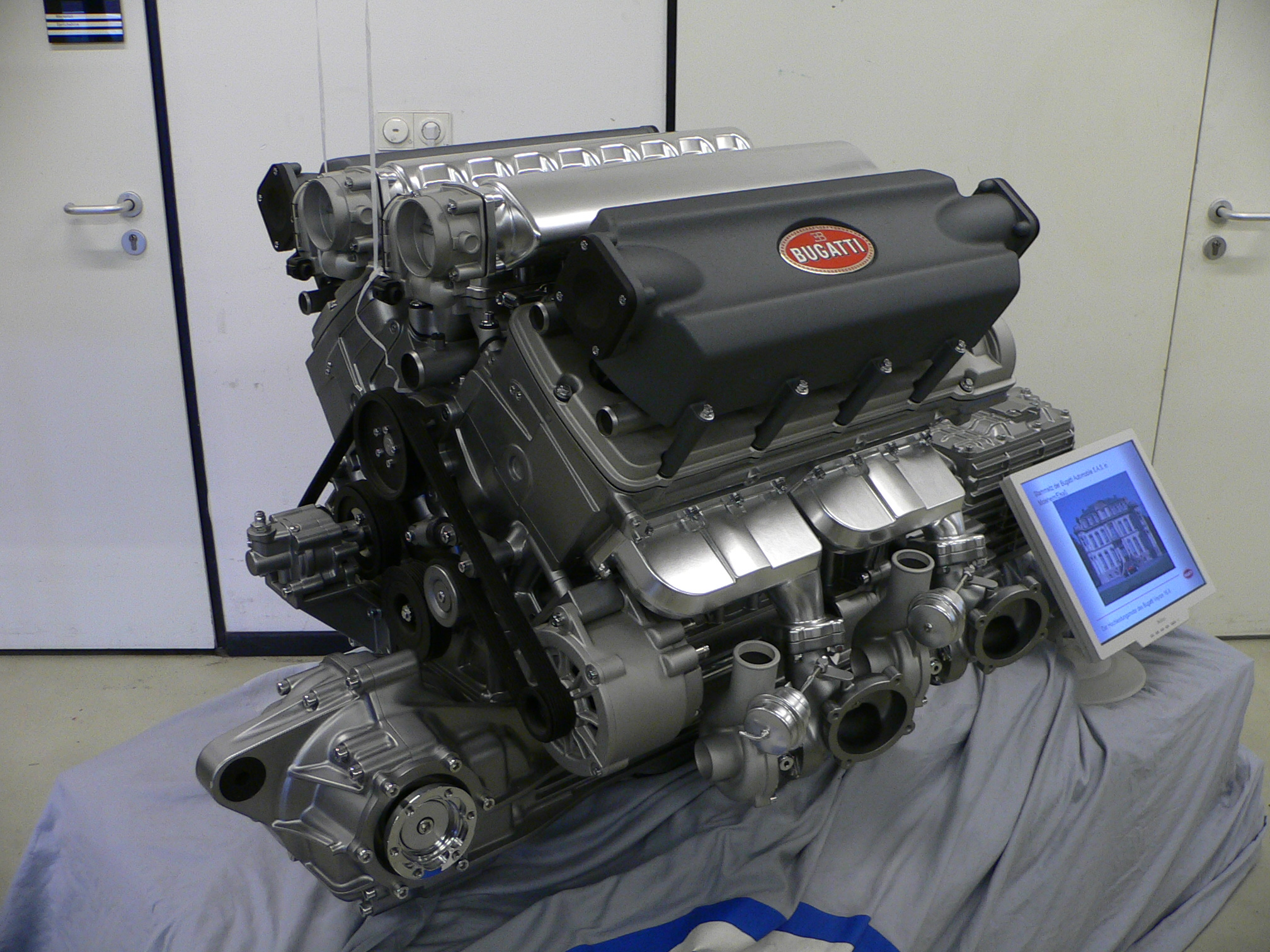
Le moteur W16 de la Bugatti Veyron est un moteur à allumage commandé.

En raison de leur utilisation généralement commune, il est d'usage de comparer les moteurs à allumage commandé aux moteurs Diesel. Les avantages de l'un correspondent naturellement aux inconvénients de l'autre et vice-versa.
Le moteur à allumage commandé est relativement plus léger ; la conception même des moteurs Diesel nécessitant de surdimensionner leurs pièces. Il est donc relativement plus silencieux, puisque la déflagration du gazole, par auto-inflammation, provoque une onde de choc importante dont le bruit – une sorte de claquement – est caractéristique des Diesel. Généralement, le moteur à allumage commandé est plus vif dans les bas régimes et lorsqu'il est froid, car l'allumage se fait par l'intermédiaire d'une bougie. Les régimes moteurs étant de surcroît plus élevés, les véhicules de prestige ou à vocation sportive sont généralement munis de moteurs à allumage commandé.
Néanmoins, le rendement thermodynamique théorique du moteur essence est plus faible que celui du Diesel, de l'ordre de 30 % à 35 % pour l'essence contre 40 % à 45 % pour le Diesel en moyenne, en raison des taux de compression plus faibles. Le logiciel de simulation Thermoptim fournit, à conditions identiques, un rendement de 33,9 % pour le moteur à allumage commandé et 40,1% pour le moteur Diesel.
Plus le taux de compression est élevé, plus la combustion est complète et la consommation spécifique réduite. Les consommations de carburant sont plus élevées dans les moteurs à allumage commandé, car outre la question du rendement déjà évoquée, le contenu énergétique de l'essence est plus faible que celui du gazole. Sans recours aux technologies du downsizing, le couple obtenu est plus faible à bas régime et les émissions de CO2 plus élevées que pour un moteur Diesel équivalent. Il est cependant plus facile d'obtenir une puissance plus importante en raison d'un régime moteur maximal environ une fois et demie supérieur à celui des moteurs Diesel pour les moteurs d'automobiles courants,.
Si on compare les émissions polluantes entre un moteur Diesel et un moteur essence, l'avantage va à l'essence sur la question de l'empreinte écologique à long terme[pourquoi ?]. Les moteurs Diesel émettent moins de dioxyde de carbone (CO2), à puissance égal qu'un moteur à essence, en moyenne 15 % de moins, car la consommation est inférieure à celle d'un moteur essence. Toutefois le CO2 n'est pas considéré comme un polluant mais participe au réchauffement climatique. 
Les moteurs Diesel génèrent de trois à huit fois plus de NOx (oxydes d'azote) et de huit à dix fois plus de particules fines. Ce surcroit de pollution reste vrai malgré les gros progrès apportés par l'injection directe haute pression. Obligatoires en Europe sur les véhicules mis en service depuis 2011 (norme Euro 5), les filtres à particules permettent de limiter les rejets des particules fines durant l'utilisation, mais ne filtrent pas les NOx sans catalyseur De NOx et n'offrent pas la solution optimale faute de procédés de retraitement en fin de vie. La norme Euro 6 restreint encore les motoristes sur les niveaux d'émission de particules fines et d'oxydes d'azote. Ainsi depuis 2000, la limite maximale de rejet est passée de 500 à 80 mg/km en 2014 pour les nouveaux véhicules (poids lourds et automobiles), donc le parc ancien reste la source principale de pollution.